# Juridiction de proximité (Maroc)
Pour les articles homonymes, voir Juridiction de proximité.
 (juillet 2015).
- Si vous ne connaissez pas le sujet, laissez ce bandeau (vous pouvez alors contacter les auteurs).
- Si vous supprimez le contenu mis en cause (vous pouvez préalablement contacter les auteurs),

argumentez précisément cette suppression dans la page de discussion
(un manque de référence n'est pas un argument ; une recherche réelle de référence doit avoir été effectuée, être formellement documentée).
Au Maroc, la juridiction de proximité est une juridiction créée par la loi n° 42-10, afin de désengorger les tribunaux de première instance et adoptée en 2011. Le juge de proximité ne juge pas dans les affaires comme l'immobilier, le social, la famille, ...
La compétence matérielle ne dépasse pas 5 000 Dhs.

## Compétence
Au sein des tribunaux de première instance, le ou les juges de proximité sont désignés par l'assemblée générale. Le président peut désigner un juge pour suppléer le juge de proximité en cas d'absence ou d'empêchement juridique.

### Compétence matérielle
C'est un organe juridictionnel compétent. 
En matière pénale :
Pour les contraventions énumérées dans les articles de 15 à 18 de la loi n° 42-10.
En matière civile :
En dernier ressort pour des actions personnelles et mobilières n'excédant pas le montant de 5 000 dirhams, à l'exception des affaires de statut personnel et de celles se rapportant à l'immobilier, aux affaires sociales et à l'expulsion;

### Compétence territoriale
La compétence territoriale du juge de proximité est celle du tribunal de première instance auquel il est rattaché.

## Procédure
Les juridictions communales et d’arrondissement n’existent plus depuis août 2011. Elles ont été remplacées par les juridictions de proximité instituées par la loi 42-10 du 17 août 2011.
L'audience du juge de proximité est à juge unique et se tient au siège du tribunal de première instance ou au siège de centre de juge résident assisté d'un greffier et en absence du ministère public.
C’est une nouvelle structure judiciaire qui voit le jour au Maroc. Les tribunaux de proximité renforceront le réseau des juridictions nationales pour statuer sur les litiges de la vie quotidienne des citoyens. Leur principale particularité est que la procédure y est très simple. Il suffit de déposer une plainte orale auprès du secrétariat-greffe de cette instance pour engager l’action. Et le plaignant n’est pas obligé de passer par un avocat et donc de payer les honoraires relatifs à ce service, ni de s’acquitter des taxes et redevances que tout justiciable est amené à payer au régisseur de la caisse du tribunal avant d’engager une action en justice. Bien évidemment, le corollaire de cette simplicité est que ces structures ne pourront traiter que les affaires simples relevant des infractions.
Ces nouvelles juridictions exerceront leurs activités dans des départements créés au sein des tribunaux de première instance (TPI) et leurs compétences s’étendront sur les communes qui relèvent du territoire de ces tribunaux. Dans les zones où il n’existe pas de TPI et où il y a des centres de juges résidents, il sera créé des cellules au sein de ces centres, dédiées au traitement de ces affaires. Pour les zones éloignées, le législateur prévoit de tenir des séances mobiles par le tribunal de proximité dans les communes qui relèvent de son territoire. De manière générale, le département d’un tribunal de proximité sera composé d’au moins un juge et de greffiers ou de secrétariat-greffe.
La procédure est simplifiée et gratuite.
Au total, «il y aura 224 centres qui seront opérationnels à compter de ce mois de mars pour statuer sur ce type d’affaires», précise Ibrahim Ayssar, directeur des affaires civiles au ministère de la justice. Il s’agit de 97 centres de juges résidents, 72 tribunaux de première instance et 55 sièges qui étaient affectés aux juridictions communales ou d’arrondissement. Ceux-ci seront chargés exclusivement d’accueillir les séances mobiles.
Quant à l’effectif des juges qui sera affecté à cette mission, il n’est pas encore arrêté. Le ministère de la justice a confié aux présidents de tribunaux de désigner provisoirement des magistrats pour le traitement de ces dossiers, en attendant de revoir le programme d’affectation des juges en prenant en considération cette nouvelle expérience à partir de la prochaine année judiciaire.
La création de ce type de juridictions répond au souci des pouvoirs publics, d’abord, de désengorger les tribunaux et surtout d’offrir aux citoyens la possibilité de régler des litiges dont les victimes présumées ont souvent du mal à recourir aux instances juridiques existantes en raison du caractère peu grave de l’affaire et des frais élevés de la procédure. Et à défaut de leur règlement, ces conflits continuent, souvent, à dégrader les rapports entre les citoyens. C’est pourquoi le législateur a voulu mettre en place des structures spécifiques tout en simplifiant la procédure et en garantissant la célérité dans la prise des décisions. Ainsi, le juge a-t-il au maximum un délai d’un mois, à compter de la date de l’enregistrement de la plainte, pour statuer sur le dossier.
Ce n’est pas la première fois que les pouvoirs publics lancent une expérience pareille. En 1974, ils avaient mis en place des tribunaux dits d’arrondissement ou communaux. L’expérience a été un échec cuisant à tel point qu’on entend peu parler ou pas du tout de ces juridictions. Et pour cause : les juges auxquels on confiait la mission de régler les litiges sont issus de la société civile (juges populaires) même si le dahir  (n° 3220 du 17 juillet 1974) qui réglemente cette juridiction stipule que «les juges sont désignés parmi les magistrats et parmi les personnes n’appartenant pas au corps de la magistrature». Car, depuis la mise en place de ces institutions, la plupart des magistrats rechignaient à les intégrer à cause de l’image peu gratifiante qu’ils en avaient. «Exercer dans ces établissements jugés moins prestigieux que les autres juridictions était considéré comme une entrave à la carrière professionnelle», confie un magistrat. Résultat : les tribunaux communaux étaient gérés par des personnes qui n’ont pas de connaissances dans le domaine du droit. En outre, les citoyens n’osaient pas recourir à ce type de structures en raison des considérations familiales et subjectives qui enlevaient toute crédibilité à l’intervention des personnes chargées de jouer le rôle du juge. «La plupart des plaignants ne voulaient pas faire appel à ces instances parce qu’ils doutaient de l’objectivité des juges surtout quand la plainte concerne un proche de près ou de loin de la personne chargée de trancher dans le conflit», explique un responsable au ministère de la justice.
C’est pour éviter justement les obstacles qui ont été à l’origine de l’échec des tribunaux communaux que le législateur a conçu des structures plus solides et dirigées par des juges professionnels issus du corps de la magistrature et qui ont le même statut que ceux qui officient dans l’appareil judiciaire classique. Ils seront soit entièrement affectés à cette tâche dans les régions où le volume des affaires est important, soit partiellement chargés de ce type de dossiers quand le nombre de litiges est limité.
Autre nouveauté : le montant des litiges qui entrent dans les compétences des tribunaux de proximité est plafonné à 5 000 DH au lieu de 1 000 DH dans l’ancien système.
Et dans le souci de garantir plus de chances de réussite à  la nouvelle expérience, le législateur a en plus élaboré une liste des affaires qui seront traitées par le juge de proximité. Il s’agit de 55 infractions qu’on peut classer dans trois catégories : civisme, protection des animaux et préservation des biens d’autrui et de l’État. Sont exclues du champ d’intervention de ces tribunaux les affaires relatives au code de la famille, au droit du travail, au droit de l’immobilier et aux expulsions (logements). Le juge de proximité ne peut, en aucun cas, prononcer des peines d’emprisonnement. Ses décisions se limitent à des amendes allant de 200 à 1 200 DH (voir encadré).
Cependant, avant d’entamer la procédure, il doit mener une tentative de conciliation entre les parties en litige. Et ce n’est qu’à la suite de l’échec de celle-ci qu’il lance la procédure d’instruction du dossier. Sa décision est irrévocable et elle ne peut faire l’objet d’aucun recours ordinaire ou extraordinaire. Néanmoins, elle peut être annulée si la partie mise en cause parvient, dans un délai de huit jours à compter de la notification du jugement par défaut, à révéler l’existence de vice de forme. Celui-ci est invoqué dans huit situations dont, entre autres, le non-respect par le juge des prérogatives de l’instance ayant trait aussi bien à son champ d’intervention qu’au montant du litige ou l’engagement de la procédure sans essayer de réconcilier les parties en litige. L’instruction du dossier sans vérification préalable de l’identité des parties, l’absence de preuve de notification de la convocation et la contradiction entre les termes de la décision sont également considérées comme des vices de forme.